# Суха-Кошалінська
Суха-Кошалінська (пол. Sucha Koszalińska) — село в Польщі, у гміні Сянув Кошалінського повіту Західнопоморського воєводства.
Населення — 450 осіб (2011).

## Демографія
Демографічна структура станом на 31 березня 2011 року:
|          | Загалом | Допрацездатний вік | Працездатний вік | Постпрацездатний вік |
| -------- | ------- | ------------------ | ---------------- | -------------------- |
| Чоловіки | 224     | 41                 | 171              | 12                   |
| Жінки    | 226     | 52                 | 141              | 33                   |
| Разом    | 450     | 93                 | 312              | 45                   |